# Friedrich Perlberg
Johann Friedrich Perlberg (* 24. April 1848 in Nürnberg; † 14. Februar 1921 in München) war ein deutscher Architektur- und Landschaftsmaler.

## Leben

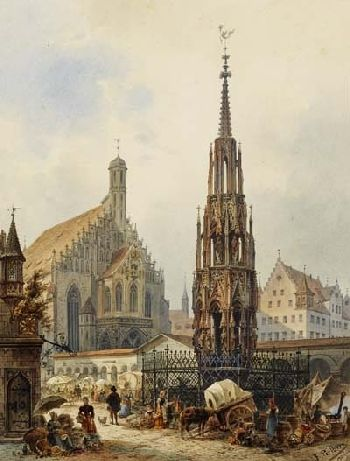
Liebfrauenkirche und Schöner Brunnen in Nürnberg, Gemälde von Friedrich Perlberg, vor 1921

Perlberg war der Sohn des Malers Georg Christian Perlberg (1806–1884). Sein Bruder war der Maler Georg Christoph Perlberg (1841–1871).
Von 1868 bis 1875 studierte er Architektur- und Landschaftsmalerei an der Kunstgewerbeschule Nürnberg und in Paris. Seine Hauptwirkungsstätte lag in München, er malte aber auch in Italien und Spanien sowie vor allem im Orient.
1896 unternahm er eine Reise nach Ägypten, Nubien und in den Sudan. 1898 gehörte er zum Tross der Reise Kaiser Wilhelm II. in das Heilige Land. Seine Aquarelle wurden vielfach als Postkarten vervielfältigt.
Er malte auch Landschaften in den Vereinigten Staaten, die bei seiner Reise durch Nordamerika entstanden, so beispielsweise zwei Aquarelle, die Ansichten vom Grand Canyon oder am Colorado River zeigen und mit englisch The grand Canon of the Colorado, showing amphitheatre and sculptured buttes und englisch Water basin in Gypsu Colorado bezeichnet sind.
Perlberg starb im Alter von 72 Jahren.

## Werke (Auswahl)

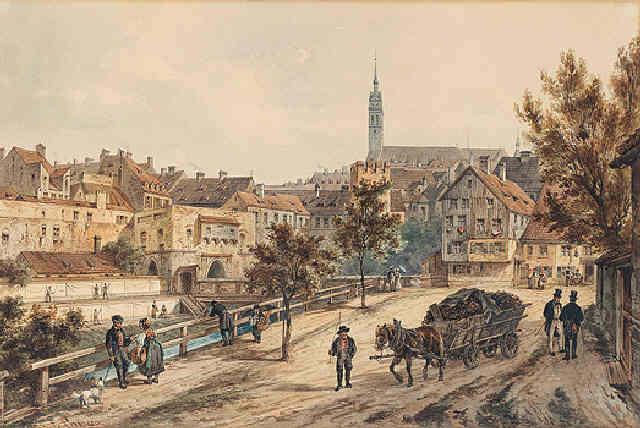
Das Schiffertor in München
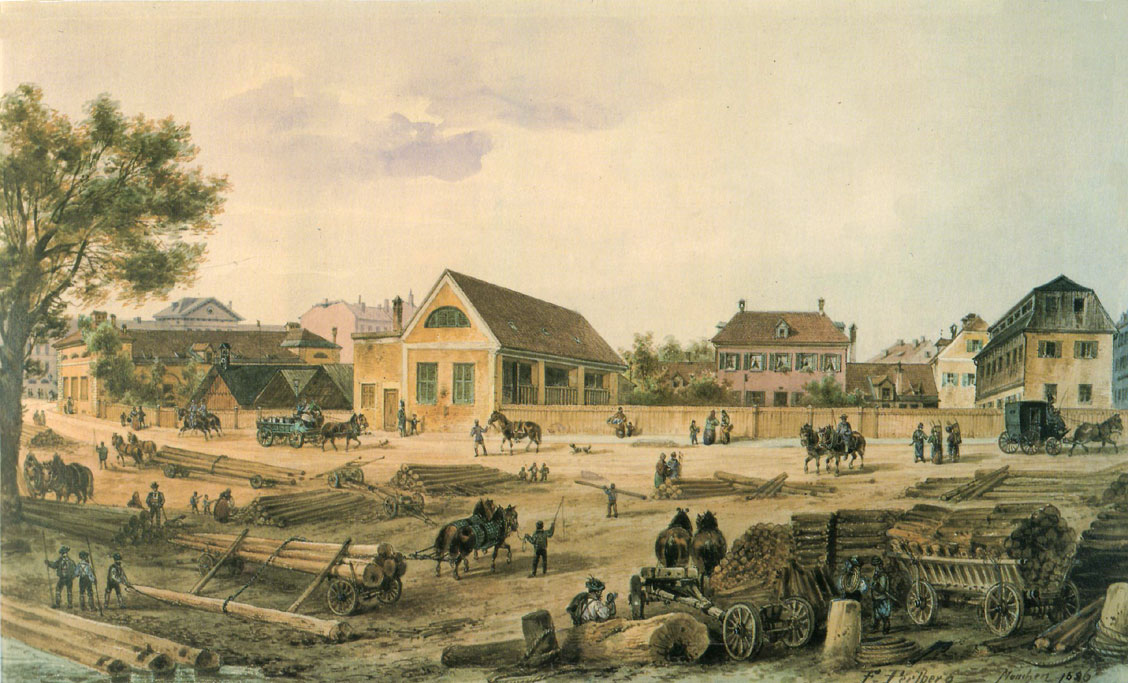
Untere Lände in München, 1886
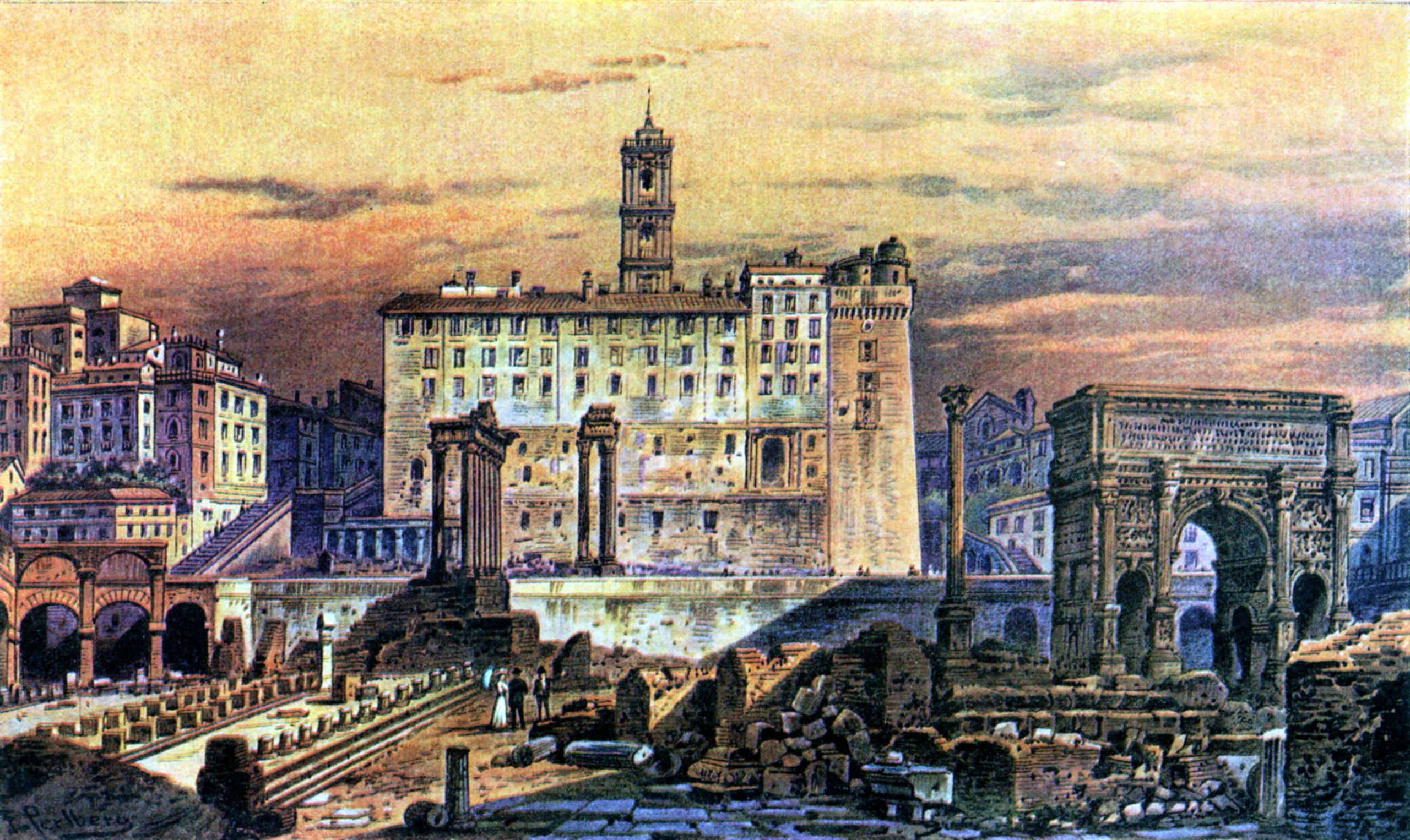
Rom, vor 1911

## Grabstätte

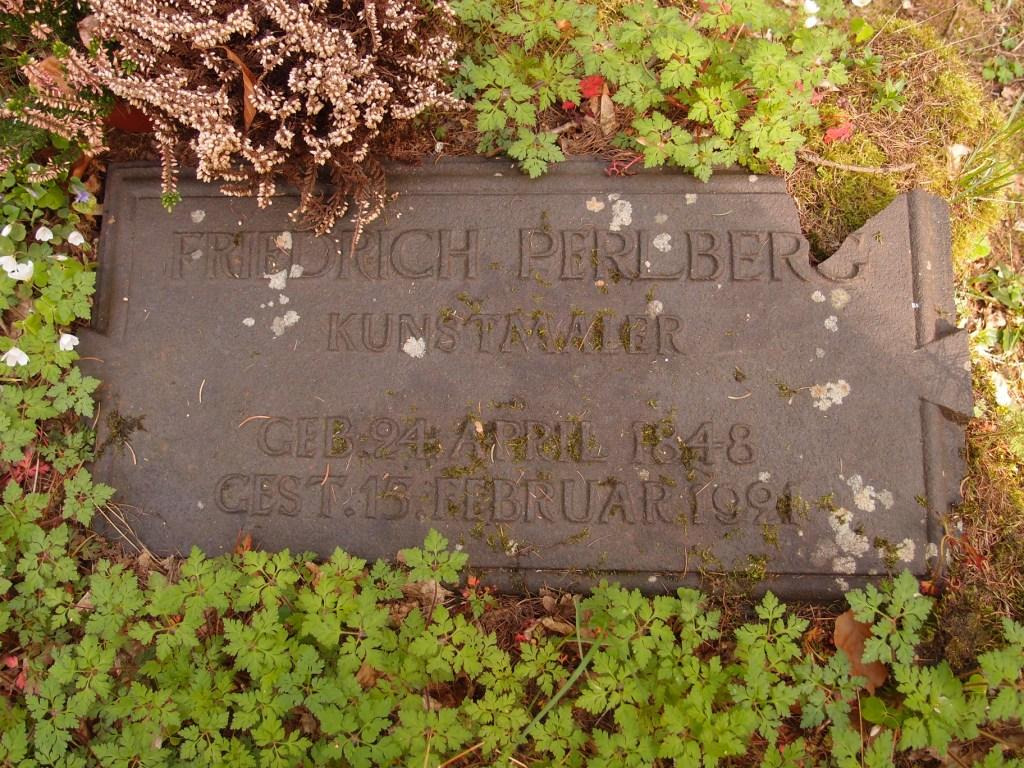
Grab von Friedrich Perlberg auf dem Münchner Waldfriedhof

Die Grabstätte Perlbergs befindet sich auf dem Münchner Waldfriedhof, Alter Teil (Grabnr. 41-3-41).

## Bücher
- Meine Reise durch Aegypten, Nubien und den Sudan. In: Die Kunst unserer Zeit. Band 8, 1897, S. 33–56 (Textarchiv – Internet Archive).
- Bilder aus dem Heiligen Land (ca. 1900 mit 30 Aquarellen).
- Das Heilige Land in Wort und Bild. Erläuternder Text von Joseph Schmitzberger, München 1924 (48 Aquarelle).
- Meine Reise durch Nordamerika. (Erscheinungsdatum unbekannt)